# BMW X6 (F16)
BMW F16 — це друге покоління BMW X6, позашляховика та кросовера-купе, виробленого автовиробником BMW. Для цього BMW використовує назву Sport Activity Coupé (SAC).

## Історія моделі
Офіційна презентація F16 відбулася на Паризькому автосалоні 2014 року. З модельним варіантом X6 M відбулася офіційна публічна прем'єра на Автосалоні у Лос-Анджелесі в 2014 році.

## Двигуни
Для X6 є два бензинових двигуна на вибір, шестициліндровий рядний двигун робочим об'ємом 3,0 л 225 кВт (306 к.с.) і переглянутого 4,4-літрового двигуна V8 з поперечно-поточними головками циліндрів. Він має безпосереднє вприскування бензину (друге покоління High Precision Injection) і два турбокомпресори, з'єднані паралельно (твін-турбо). Вони розташовані між двома циліндрами двигуна (на гарячій стороні). Забірні труби знаходяться зовні.
Пропоновані варіанти дизельних двигунів мають однаковий робочий об'єм 3,0 л і доступні в трьох рівнях потужності: 190 кВт, 230 кВт і 280 кВт.

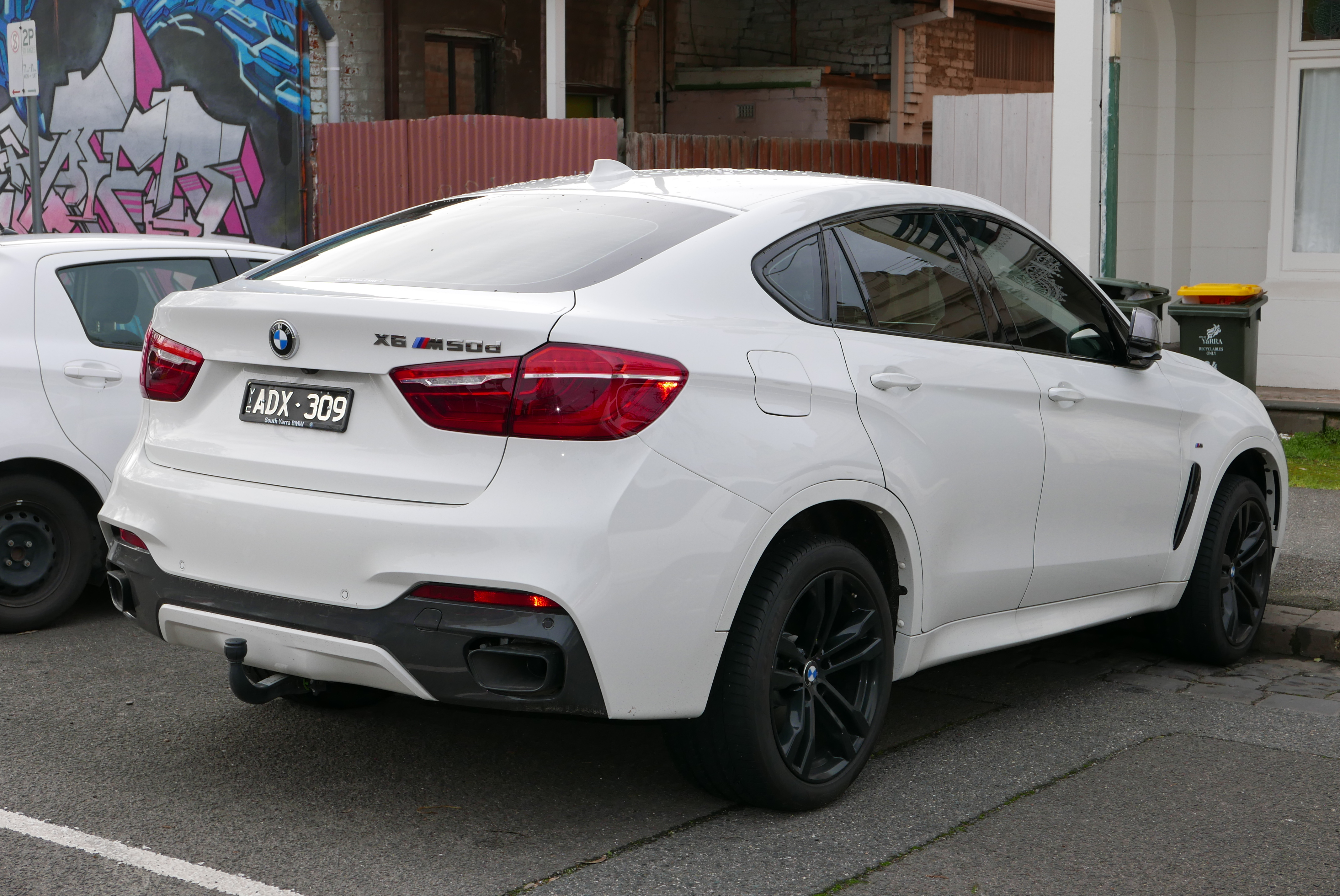
Вид ззаду BMW X6 (F16)
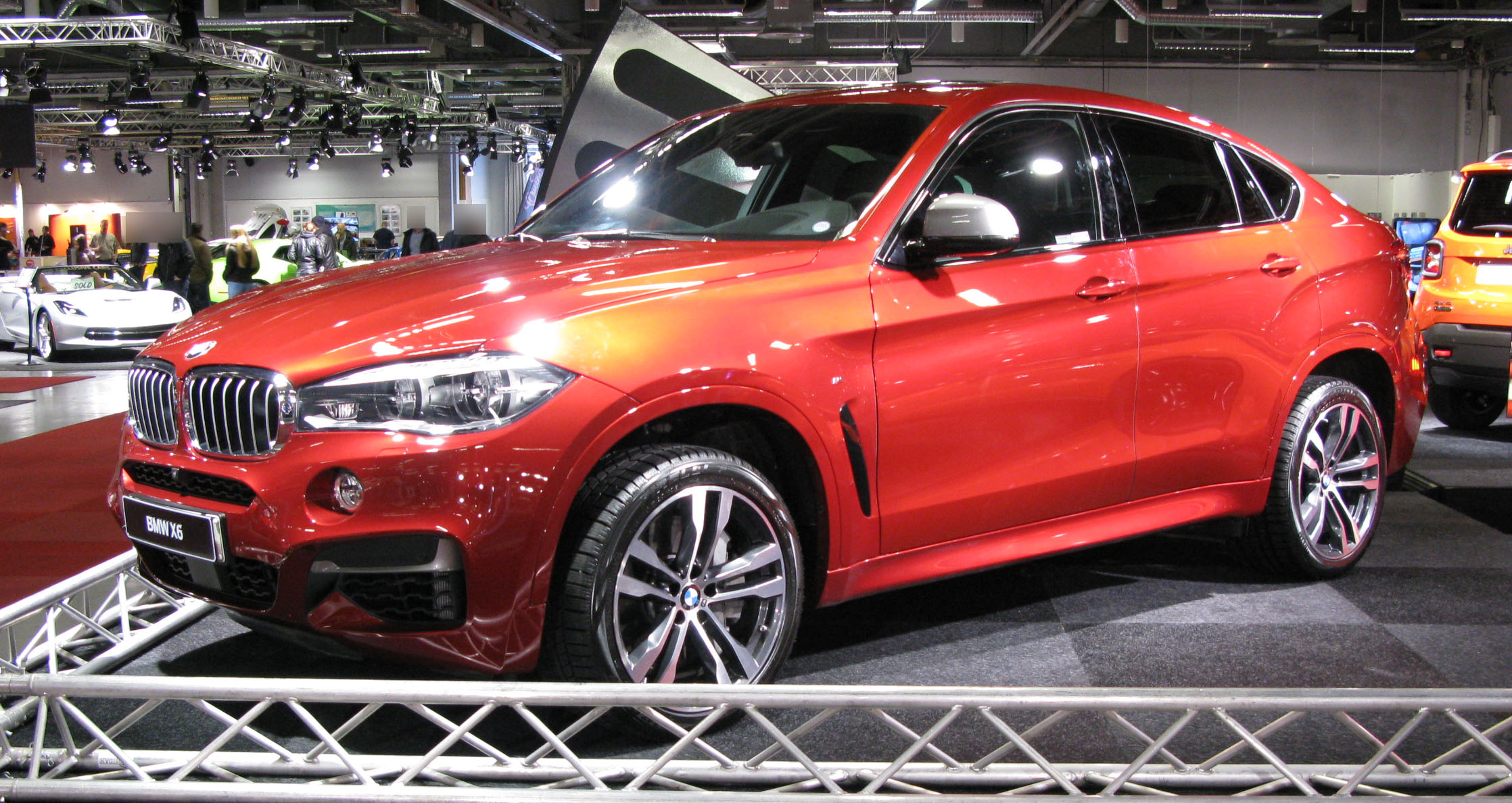
BMW X6 F16
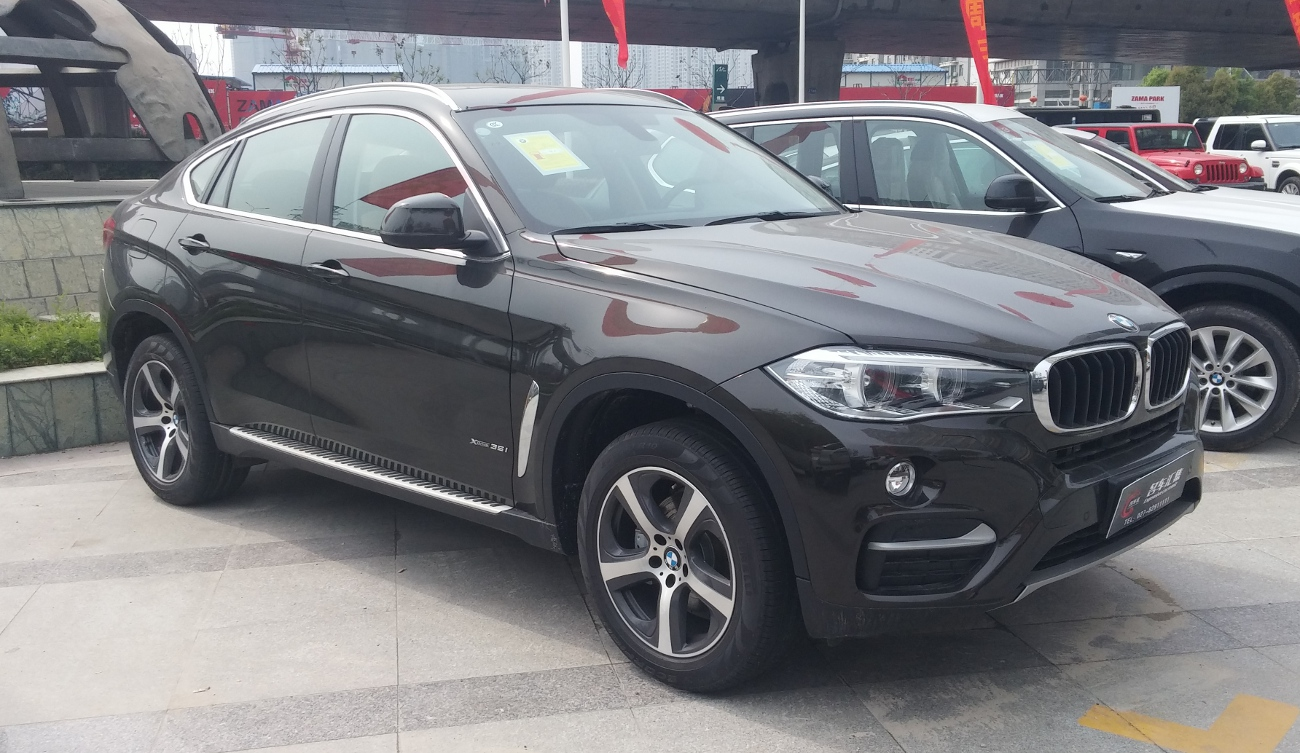
BMW X6 F16
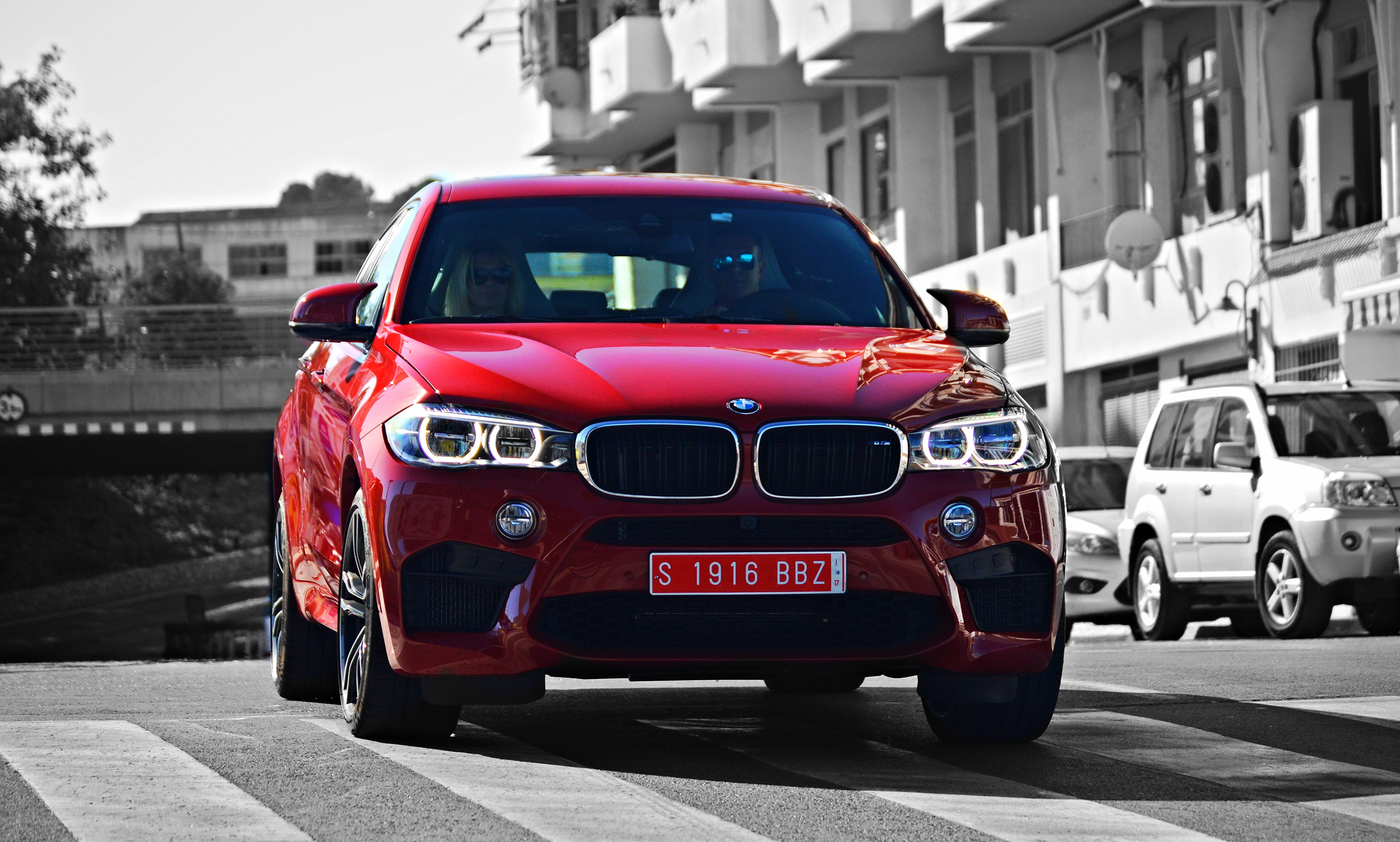
BMW X6M вид спереду
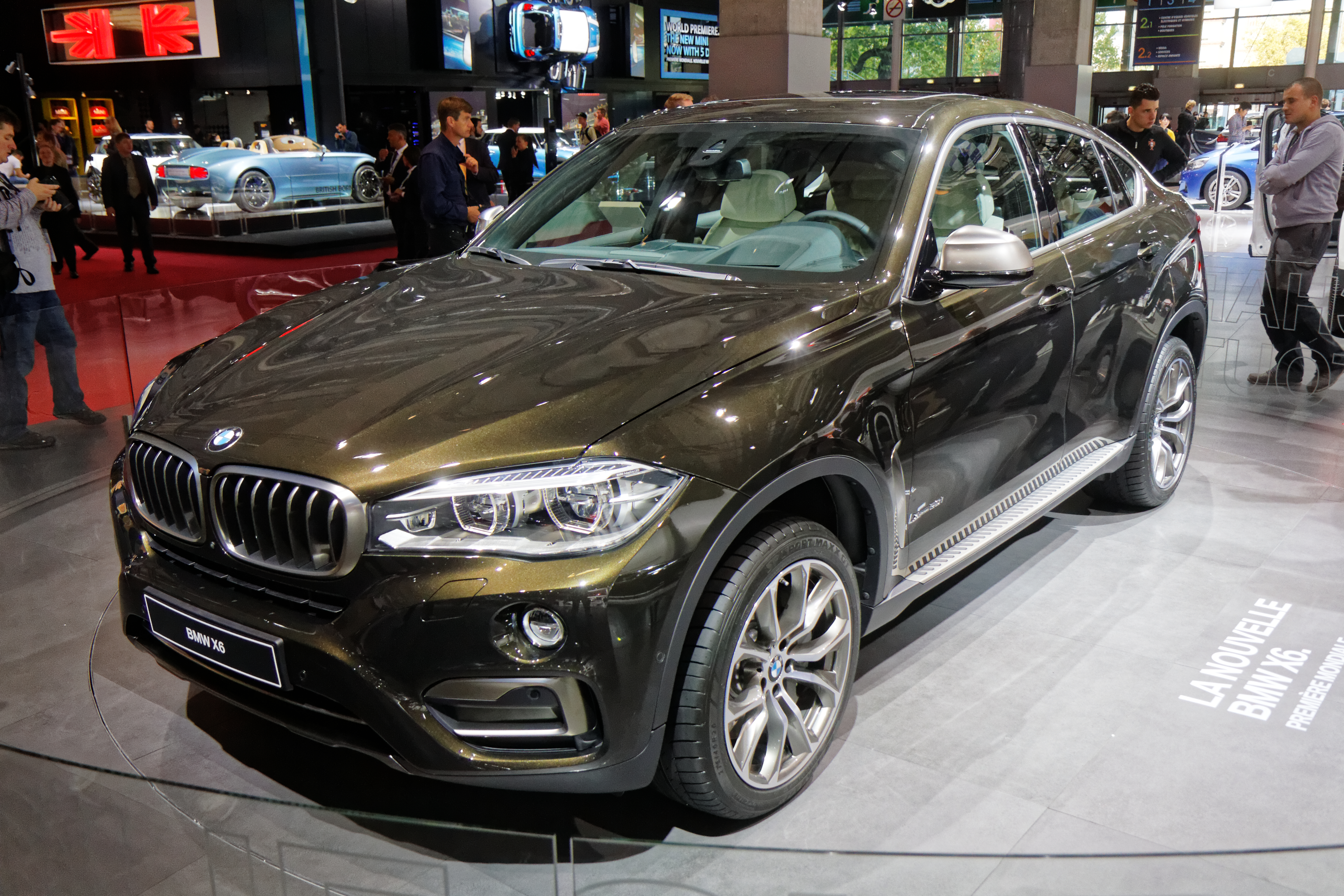
BMW X6, на Паризькому автосалоні 2014 року. Вид спереду
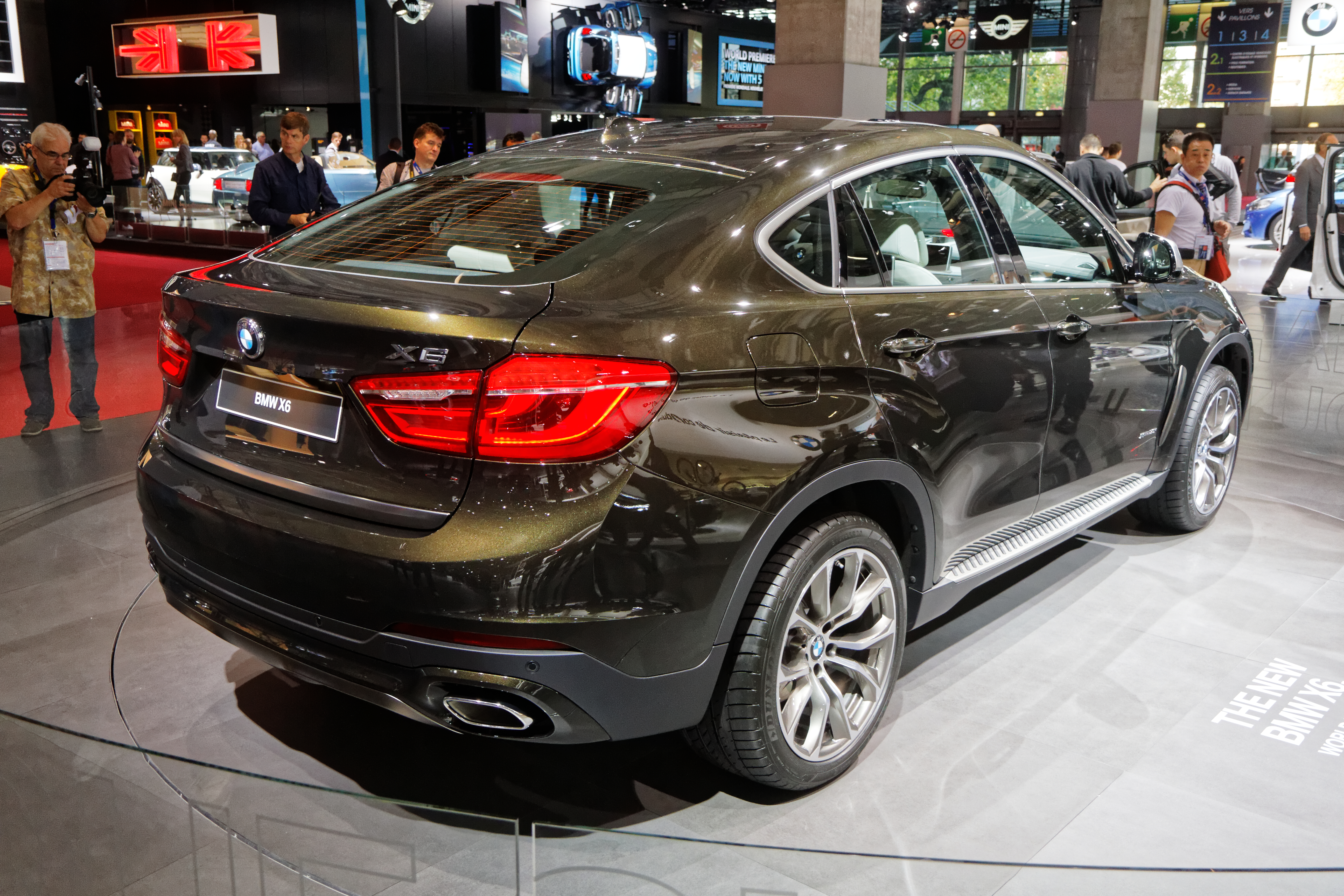
BMW X6 вид ззаду

### Технічні характеристики
Для X6 пропонуються наступні двигуни:
| Параметри                                      | xDrive 35i                                                                         | xDrive 50i                                                                         | X6 M (F86)                                                                         | xDrive 30d                                                                         | xDrive 40d                                                                         | M50d                                                                               |
| ---------------------------------------------- | ---------------------------------------------------------------------------------- | ---------------------------------------------------------------------------------- | ---------------------------------------------------------------------------------- | ---------------------------------------------------------------------------------- | ---------------------------------------------------------------------------------- | ---------------------------------------------------------------------------------- |
| Роки будівництва                               | 11.2014–05.2018                                                                    | 11.2014–05.2018                                                                    | 03.2015–04.2018                                                                    | 11.2014–07.2019                                                                    | 11.2014–07.2019                                                                    | 11.2014–07.2019                                                                    |
| характеристики двигуна                         |                                                                                    |                                                                                    |                                                                                    |                                                                                    |                                                                                    |                                                                                    |
| позначення двигуна                             | N55B30                                                                             | N63B44 (ту)                                                                        | S63B44(tu)                                                                         | N57D30L                                                                            | N57D30TOP                                                                          | N57D30S1                                                                           |
| Тип двигуна                                    | Бензиновий двигун                                                                  | Бензиновий двигун                                                                  | Бензиновий двигун                                                                  | Дизельний двигун                                                                   | Дизельний двигун                                                                   | Дизельний двигун                                                                   |
| Компоновка двигуна                             | R6                                                                                 | V8                                                                                 | V8                                                                                 | R6                                                                                 | R6                                                                                 | R6                                                                                 |
| Приготування суміші                            | Пряме впорскування                                                                 | Пряме впорскування                                                                 | Пряме впорскування                                                                 | Пряме впорскування Common Rail                                                     | Пряме впорскування Common Rail                                                     | Пряме впорскування Common Rail                                                     |
| Нагнітач                                       | Турбокомпресор Twin Scroll                                                         | Бітурбо                                                                            | Бітурбо                                                                            | Турбокомпресор зі змінною геометрією                                               | Двоступеневий турбонаддув зі змінною геометрією                                    | Триступеневий турбонаддув зі змінною геометрією                                    |
| Об'єм                                          | 2979 cc                                                                            | 4395 cc                                                                            | 4395 cc                                                                            | 2993 cc                                                                            | 2993 cc                                                                            | 2993 cc                                                                            |
| Макс. потужність                               | 225 кВт (306 к.с.) при 5800-6400 об/хв                                             | 330 кВт (450 к.с.) при 5500-6000 об/хв                                             | 423 кВт (575 к.с.) при 6000-6500 об/хв                                             | 190 кВт (258 к.с.) при 4000 об/хв                                                  | 230 кВт (313 к.с.) при 4400 об/хв                                                  | 280 кВт (381 к.с.) при 4000-4400 об/хв                                             |
| Макс. крутний момент                           | 400 Нм при 1200-5000 об/хв                                                         | 650 Нм при 2000-4500 об/хв                                                         | 750 Нм при 2200-5000 об/хв                                                         | 560 Нм при 1500-3000 об/хв                                                         | 630 Нм при 1500—2500 об/хв                                                         | 750 Нм при 2000-3000 об/хв                                                         |
| Передача потужності                            |                                                                                    |                                                                                    |                                                                                    |                                                                                    |                                                                                    |                                                                                    |
| Привід, стандарт                               | повний привід xDrive                                                               | повний привід xDrive                                                               | повний привід xDrive                                                               | повний привід xDrive                                                               | повний привід xDrive                                                               | повний привід xDrive                                                               |
| Коробка передач стандартна                     | 8 ступеневий автомат                                                               | 8 ступеневий автомат                                                               | 8 ступеневий автомат                                                               | 8 ступеневий автомат                                                               | 8 ступеневий автомат                                                               | 8 ступеневий автомат                                                               |
| Шасі                                           |                                                                                    |                                                                                    |                                                                                    |                                                                                    |                                                                                    |                                                                                    |
| Підвіска                                       | спереду: стійки Макферсон, поперечні важелі; ззаду: п'ятиважільна вісь             | спереду: стійки Макферсон, поперечні важелі; ззаду: п'ятиважільна вісь             | спереду: стійки Макферсон, поперечні важелі; ззаду: п'ятиважільна вісь             | спереду: стійки Макферсон, поперечні важелі; ззаду: п'ятиважільна вісь             | спереду: стійки Макферсон, поперечні важелі; ззаду: п'ятиважільна вісь             | спереду: стійки Макферсон, поперечні важелі; ззаду: п'ятиважільна вісь             |
| Гальма                                         | передні: дискові гальма на всіх колесах, гальмівні диски з внутрішньою вентиляцією | передні: дискові гальма на всіх колесах, гальмівні диски з внутрішньою вентиляцією | передні: дискові гальма на всіх колесах, гальмівні диски з внутрішньою вентиляцією | передні: дискові гальма на всіх колесах, гальмівні диски з внутрішньою вентиляцією | передні: дискові гальма на всіх колесах, гальмівні диски з внутрішньою вентиляцією | передні: дискові гальма на всіх колесах, гальмівні диски з внутрішньою вентиляцією |
| Рульове керування                              | спереду: рейкове рульове управління з електричним сервоприводом                    | спереду: рейкове рульове управління з електричним сервоприводом                    | спереду: рейкове рульове управління з електричним сервоприводом                    | спереду: рейкове рульове управління з електричним сервоприводом                    | спереду: рейкове рульове управління з електричним сервоприводом                    | спереду: рейкове рульове управління з електричним сервоприводом                    |
| Показання                                      |                                                                                    |                                                                                    |                                                                                    |                                                                                    |                                                                                    |                                                                                    |
| Споряджена маса                                | 2100 кг                                                                            | 2245 кг                                                                            | 2340 кг                                                                            | 2140 кг                                                                            | 2180 кг                                                                            | 2260 кг                                                                            |
| Максимальна швидкість                          | 240 км/год                                                                         | 250 км/год                                                                         | 250 км/год                                                                         | 230 км/год                                                                         | 240 км/год                                                                         | 250 км/год                                                                         |
| Розгін, 0-100 км/год                           | 6,4с                                                                               | 4,8 с                                                                              | 4,2с                                                                               | 6,7 с                                                                              | 5,8 с                                                                              | 5,2с                                                                               |
| Розгін, 0-200 км/год                           |                                                                                    |                                                                                    | 14,9с                                                                              |                                                                                    |                                                                                    |                                                                                    |
| Витрата палива на 100 км (змішаний)            | 8,5-8,6 л Супер                                                                    | 9,7л супер                                                                         | 11,1 л Супер                                                                       | 6,0 л дизель                                                                       | 6,2-6,3 л дизель                                                                   | 6,6 л дизель                                                                       |
| Викиди CO 2 (комбіновані)                      | 198 г/км                                                                           | 225 г/км                                                                           | 258 г/км                                                                           | 157 г/км                                                                           | 163 г/км                                                                           | 174 г/км                                                                           |
| Стандарт викидів відповідно до класифікації ЄС | 6 євро                                                                             | 6 євро                                                                             | 6 євро                                                                             | 6 євро                                                                             | 6 євро                                                                             | 6 євро                                                                             |